# Норвежский музей промышленных работников

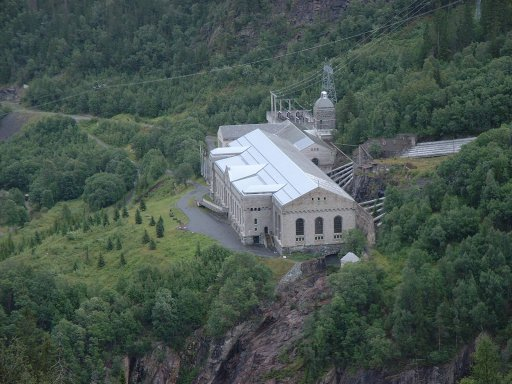
Норвежский музей промышленных работников в Рьюкане

Норвежский музей промышленных работников (норв. Norsk Industriarbeidermuseum) — музей в Рьюкане, Тинн, Норвегия. Открыт на электростанции Веморк в 1988 году компанией «Норск Гидро» (Norsk Hydro), которая начала свою деятельность в Рьюкане в 1907 году. В музее представлены экспонаты энергетической отрасли Норвегии с 1900 года.

## История
Фонд, управляющий музеем, был создан 3 ноября 1983 года норвежским управлением водных ресурсов и энергетики, а также норвежской конфедерацией профсоюзов и норвежским союзом работников химической промышленности. Музей расположен на территории Веморкской ГЭС.
В 2007 году норвежское министерство культуры объявило, что выделит 8 миллионов норвежских крон на расширение музея.